# گودال بهشتی
گودال بهشتی (小寨天坑) یا فروچاله ژائوژای تیانکنگ (小寨天坑)، که به عنوان چاله آسمانی ژائوژای نیز شناخته می‌شود، عمیق‌ترین فروچاله در جهان است. این فروچاله در شهرستان فنگجیه در چونگ‌چینگ، چین قرار دارد.

## ابعاد
فروچاله ژائوژای تیانکنگ ۶۲۶ متر (۲٬۰۵۴ فوت) طول، ۵۳۷ متر (۱٬۷۶۲ فوت) عرض و عمقی بین ۵۱۱ و ۶۶۲ متر (۱٬۶۷۷ و ۲٬۱۷۲ فوت) دارد، با دیواره‌های عمودی. حجم آن ۱۱۹٬۳۴۹٬۰۰۰ مترمکعب و مساحت دهانه‌اش ۲۷۴٬۰۰۰ مترمربع است. این ماده توسط رودخانه حل و منتقل شده است. فروچاله ساختار دوجداره‌ای دارد—کاسه بالایی ۳۲۰ متر (۱٬۰۵۰ فوت) عمق دارد، کاسه پایینی ۳۴۲ متر (۱٬۱۲۲ فوت) عمق دارد و این دو کاسه به‌طور متوسط ۲۵۷ و ۲۶۸ متر (۸۴۳ و ۸۷۹ فوت) عرض دارند. بین این دو مرحله، لبه‌ای شیب‌دار وجود دارد که به دلیل تجمع خاک در سنگ آهک شکل گرفته است. در فصل بارانی، آبشاری در دهانه فروچاله قابل مشاهده است.

## کشف
فروچاله ژائوژای تیانکنگ از زمان‌های باستان برای مردم محلی شناخته شده بود. ژائوژای نام یک روستای متروکه نزدیک است که به معنای «روستای کوچک» است، و «تیانکنگ» به معنای چاله آسمانی است، که یک نام منحصربه‌فرد منطقه‌ای برای فروچاله‌ها در چین می‌باشد. یک پله‌برقی ۲٬۸۰۰ پله‌ای برای تسهیل گردشگری در این منطقه ساخته شده است.

## رودخانه زیرزمینی و غار

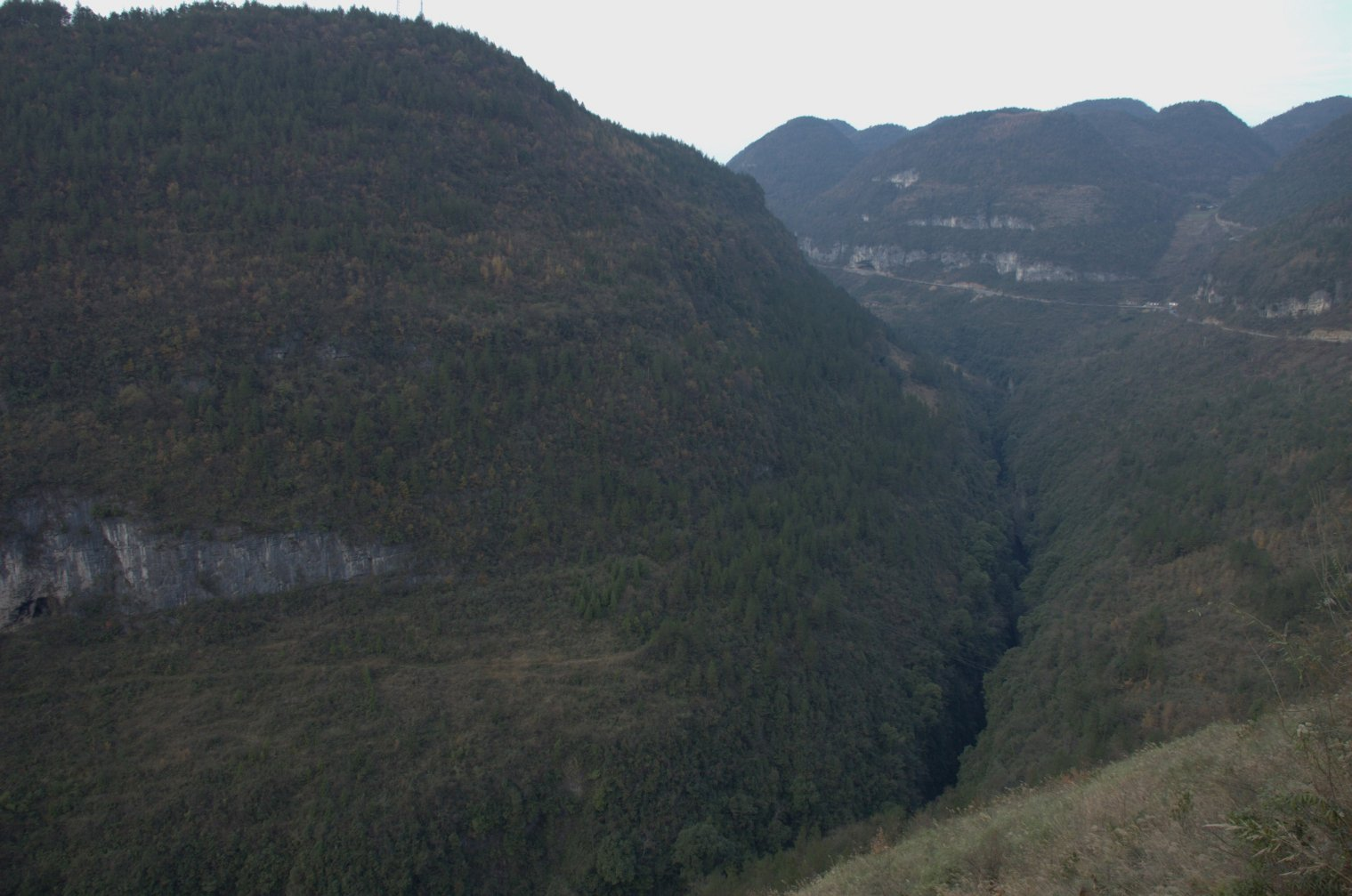
فروچاله ژائوژای تیانکنگ، چونگ‌چینگ

فروچاله تیانکنگ بر روی غار دیفنگ شکل گرفته است که به نوبه خود توسط یک رودخانه قدرتمند زیرزمینی شکل گرفته که هنوز هم زیر فروچاله جریان دارد. رودخانه زیرزمینی از دره شکاف تیانجین آغاز می‌شود و به یک صخره عمودی بالای رودخانه میگونگ می‌رسد، جایی که یک آبشار ۴۶-متر  (۱۵۱-فوت) تشکیل می‌شود. طول این رودخانه زیرزمینی تقریباً ۸٫۵ کیلومتر (۵٫۳ مایل) است و در طول این ۸٫۵ کیلومتر، ۳۶۴ متر (۱٬۱۹۴ فوت) سقوط می‌کند. جریان متوسط سالانه این رودخانه ۸٫۷۷ مترمکعب در ثانیه است، اما نرخ جریان آن می‌تواند به ۱۷۴ مترمکعب بر ثانیه برسد. هم رودخانه و هم غار دیفنگ توسط پروژه غارهای چین در سال ۱۹۹۴ کاوش و نقشه‌برداری شده‌اند.

## زیست بوم
۱٬۲۸۵ گونه گیاهی، از جمله کهن‌دار (سرده), و بسیاری از حیوانات نادر، مانند پلنگ ابری و سمندر غول‌پیکر چینی، در این فروچاله پیدا شده‌اند.